# Dinosaure (jeu vidéo)
Pour les articles homonymes, voir Dinosaure (homonymie).
Dinosaure (Dinosaur) est un jeu vidéo d'aventure développé par Ubisoft Montréal et édité par Ubisoft, sorti en 2000 sur Windows, Dreamcast, PlayStation, PlayStation 2 et Game Boy Color.
Il est adapté du long-métrage d'animation du même nom.

## Accueil
- GameSpot : 4,8/10 (DC)[1] - 4,6/10 (PS)[2]
- IGN : 5,8/10 (DC)[3] - 4/10 (GBC)[4] - 3/10 (PS)[5]
- Joypad : 5/10 (DC/PS2)[6]
- Nintendo Power : 5,8/10 (GBC)[7]